# 케이틀린 할
케이틀린 할(Caitlin Hale, 1991년 2월 19일 ~ )은 미국의 배우, 영화배우이다.
안소니아에서 태어났다.

## 생애
할은 전 코네티컷 주 상원 의원 게리 할(Gary Hale)과 바바라 던컨(Barbara Duncan)의 딸이다.
어린 나이에 지역 대회, 연극 제작, 광고를 통해 할은 자신의 연기, 노래, 춤 재능을 경쟁적으로 선보일 수 있었다. 3살 때 그녀는 뉴잉글랜드 발레 극장의 호두까기 인형에 출연했고 나중에 새크리드 하트 대학교의 애니 (뮤지컬)에서 주연을 맡았다. 코네티컷 대학교 남자 및 여자 농구 경기와 주 공화당 대회에서 국가를 불렀다.

## 영화
- 블루스 클루스
- 라이브! 위드 켈리 앤드 마이클
- 스쿨 오브 락 (2003년) - 마르타 역